# Guido Gaviglio
Guido Gaviglio (Tortona, ... – ...; fl. XX secolo) è stato un calciatore italiano, di ruolo mediano.

## Carriera
Debutta in massima serie nel 1922-1923 con il Derthona, con cui disputa due campionati di Prima Divisione per un totale di 15 presenze e 2 reti nella massima categoria; milita con i bianconeri fino al 1930.
Nella stagione 1930-1931 passa al Bari, dove disputa 23 partite in Serie B (con i biancorossi viene promosso in Serie A).
L'anno successivo gioca nella Sampierdarenese, per poi tornare al Derthona.

## Palmarès

### Club

#### Competizioni nazionali
- Prima Divisione: 1

Derthona: 1929-1930